# Bob Ford
Robert Alan Ford, detto Bob (Evansville, 26 gennaio 1950), è un ex cestista statunitense, professionista nella ABA.

## Carriera
Venne selezionato dai New York Knicks al quinto giro del Draft NBA 1972 (74ª scelta assoluta).
Con gli Stati Uniti disputò le Universiadi di Torino 1970 e i Giochi panamericani di Cali 1971.